# Úrvalsdeild 2011
A temporada de 2011 da Úrvalsdeild será a 100ª edição da maior competição de futebol da Islândia. É também conhecida como Pepsideild por razões de patrocínio. Começrá em maio de 2011 e terminará em setembro do mesmo ano. Breiðablik é o atual ganhador do título, tendo ganho o seu primeiro na temporada passada.

## Times e estádios
| Time                   | Cidade         | Estádio           |
| ---------------------- | -------------- | ----------------- |
| Breiðablik             | Kópavogur      | Kópavogsvöllur    |
| FH Hafnarfjörður       | Hafnarfjörður  | Kaplakriki        |
| Fram                   | Reykjavík      | Laugardalsvöllur  |
| Fylkir                 | Reykjavík      | Fylkisvöllur      |
| ÍBV Vestmannaeyjar     | Vestmannaeyjar | Hásteinsvöllur    |
| Keflavík Football Club | Keflavík       | Keflavíkurvöllur  |
| KR                     | Reykjavík      | KR-völlur         |
| Stjarnan               | Garðabær       | Stjörnuvöllur     |
| UMF Grindavik          | Grindavík      | Grindavíkurvöllur |
| Valur                  | Reykjavík      | Hlíðarendi        |
| Víkingur R.            | Reykjavík      | Víkin             |
| Þór                    | Akureyri       | Þórsvöllur        |

## Classificação
Atualizado em 2013

## Resultados
Resultado Ida e volta totalizando 22 Partidas Disputadas.

## Artilheiros
- G. Johannsson (15 Gols)
- A. Björnsson (13 Gols)
- H. Björnsson (12 Gols)